# ミハエル・ミキッチ
ミハエル・ミキッチ（Mihael Mikić、1980年1月6日 - ）は、クロアチア・ザグレブ出身の元プロサッカー選手。

## 来歴

### 欧州クラブ時代
7歳のとき、NK Bistraというクラブの下部組織でサッカーを始める。13歳のとき、NKインケル・ザプレシッチ（現NKインテル・ザプレシッチ）のユースへ加入し、16歳でこのクラブにおいてプロのキャリアをスタート。2年目にクロアチア・ザグレブ（現ディナモ・ザグレブ）へ移籍し、19歳までにレギュラーをつかんだ。同い年であり、スピードタイプのFWというプレースタイルも似ていたことから、当時はサポーターから「クロアチアのマイケル・オーウェン」と呼ばれ、将来を嘱望された。
1998年秋には、18歳にしてクロアチア・ザグレブのメンバーとしてUEFAチャンピオンズリーグに参加。初戦となるホームのFCポルト戦で、前半7分にクラブのチャンピオンズリーグ第1号ゴールを決めている。クロアチア・ザグレブはこのポルト戦に勝利し、さらにアヤックス・アムステルダムに勝利、オリンピアコスに引き分けるなど健闘したが、決勝トーナメント進出はならなかった。ミキッチはクロアチア・ザグレブのホームゲーム3試合に全て出場（うち2試合は先発）し、ストライカーとしてプレーした。
しかし翌1999年、クラブが三浦知良らの外国人FWを獲得。助っ人外国人の起用優先というクラブの方針により、満足な競争も行われないままレギュラーの座を奪われる。この年もチャンピオンズリーグに出場し、グループステージ6試合中5試合に出場したものの、先発は1試合だけだった。最終戦のオリンピック・マルセイユ戦で、2-2のドローに持ち込む同点ゴールを挙げたが、クロアチア・ザグレブはグループステージ最下位に終わった。さらにこの時期、血液の病気に侵されてしばらくサッカーから離れる不運も重なり、不振が続いた。
そんな折、1999年のシーズン途中にクロアチア・ザグレブの監督に就任したオズワルド・アルディレスは、ミキッチのスピードに目をつけ、サイドプレーヤーへの転向を打診。FWにこだわりを持っていたミキッチは当初激しく反発し、またアルディレスも成績不振から早期解任されたものの、結果的にはこれがミキッチのサッカー人生における転機となった。
以降、サイドプレーヤーとして2003-2004シーズンまでの7シーズンの間、クロアチア・ザグレブ/ディナモ・ザグレブでのプレーを続け、翌2004-2005シーズンより、初の国外クラブとなるドイツ・ブンデスリーガの1.FCカイザースラウテルンに移籍した。ドイツでの1年目は、リーグ戦でわずか6試合の出場にとどまる。2年目も前半戦は4試合出場とレギュラーをつかめないでいたが、ウインターブレーク明けからレギュラーとなり、シーズン終了までに前半戦と合わせて20試合に出場した。しかし、2年間でリーグ26試合、公式戦29試合に出場して無得点という結果に終わり、チームも2005-2006シーズンは16位で2部降格となってしまった。
2006年6月に、再びクロアチアに戻ってHNKリエカと契約。6月13日のUEFAカップ1回戦・対ACオモニア戦の第1レグで公式戦デビューを飾るが、リエカは2戦合計3-4でオモニアに破れ、1回戦で姿を消した。国内リーグ戦では6月30日の2006-2007シーズン開幕戦で初出場し、勝利に貢献した。しかしシーズン途中の2007年1月、わずかリーグ14試合に出場したところでリエカを退団し、古巣であるディナモ・ザグレブへ移籍。23試合で4ゴールを挙げる活躍を見せた。

### Jリーグでのプレー
2009年より、Jリーグ・サンフレッチェ広島へ完全移籍した。すぐに右サイドのレギュラーに定着、同シーズンリーグ4位に貢献、加入以降は怪我による離脱はあったが、右サイドのレギュラーを確保し続け、2012年、2013年のJ1連覇、2015年のリーグ制覇に中心プレーヤーとして重要な役割を果たした。
2010年8月28日のモンテディオ山形戦で移籍後初ゴールととなる決勝ゴールを決めた。
上記のクラブ遍歴を経て選んだJリーグのレベルを高く評価する一方で、日本人選手の安易な海外志向に疑問を呈している。
2014年には在籍が6年目を迎え、1993-1997年の5年間在籍した盧廷潤を越えて、広島の外国籍選手では史上最長在籍の選手となっていた。2017年5月14日のセレッソ大阪戦では試合には敗れたが、現役最後となるゴールを決めた。
2017年を以て契約満了により広島を退団。
2018年より、湘南ベルマーレに移籍。シーズン終了後に退団を発表した。
湘南退団後は、現役を続けるためオファーを待ったが、オファーは届かず、2019年4月18日に現役引退を発表した。J1通算227試合8ゴールの成績を残した。

### 代表
1997年に、アイルランドで開催されたUEFA U-19欧州選手権の対北アイルランド戦で、17歳でU-19代表デビュー。同大会では3試合に出場し1得点を挙げた。翌年のキプロス大会にも出場し、クロアチアの中心選手として4試合で3得点の活躍。チームの3位に 貢献した。1999年のスウェーデン大会にも3大会連続で出場し、4試合で1得点を挙げている。
U-19での最後の国際試合を勝利で終えた後、1999年にナイジェリアで行われたFIFAワールドユースにおいてU-20代表デビュー。チームの全4試合に出場し、ベスト16の成績を挙げた。ここから1999年末までに開催されたUEFA U-21欧州選手権予選では5試合に出場して3得点を挙げた。2000年の本大会に出場を果たすも、グループステージ敗退。以降も2001年までU-21代表でのプレーを続け、6試合で3得点を挙げている。

## 人物
現在はサイドプレイヤーとしての起用が最も多いが、過去には攻撃的ミッドフィルダー、ストライカーとしてもプレーした経験がある（上記来歴参照）。
妻のリュプカ・ゴイッチ（en:Ljupka Gojić）は、ジバンシィに所属するクロアチアのファッションモデル。
母国への帰還後は、首都ザグレブでカフェを経営している。

## 個人成績
| 国内大会個人成績 | 国内大会個人成績                         | 国内大会個人成績 | 国内大会個人成績 | 国内大会個人成績 | 国内大会個人成績           | 国内大会個人成績 | 国内大会個人成績 | 国内大会個人成績 | 国内大会個人成績 | 国内大会個人成績 | 国内大会個人成績 |
| 年度             | クラブ                                   | 背番号           | リーグ           | リーグ戦         | リーグ戦                   | リーグ杯         | リーグ杯         | オープン杯       | オープン杯       | 期間通算         | 期間通算         |
| 年度             | クラブ                                   | 背番号           | リーグ           | 出場             | 得点                       | 出場             | 得点             | 出場             | 得点             | 出場             | 得点             |
| クロアチア       | クロアチア                               | クロアチア       | クロアチア       | リーグ戦         | リーグ戦                   | リーグ杯         | リーグ杯         | オープン杯       | オープン杯       | 期間通算         | 期間通算         |
| ---------------- | ---------------------------------------- | ---------------- | ---------------- | ---------------- | -------------------------- | ---------------- | ---------------- | ---------------- | ---------------- | ---------------- | ---------------- |
| 1996-97          | ザプレシッチ                             |                  | 1.HNL            | 25               | 5                          |                  |                  |                  |                  |                  |                  |
| 1997-98          | クロアチア・ザグレブ/ ディナモ・ザグレブ |                  | 1.HNL            | 5                | 2                          |                  |                  |                  |                  |                  |                  |
| 1998-99          | クロアチア・ザグレブ/ ディナモ・ザグレブ |                  | 1.HNL            | 15               | 6                          |                  |                  |                  |                  |                  |                  |
| 1999-00          | クロアチア・ザグレブ/ ディナモ・ザグレブ |                  | 1.HNL            | 26               | 6                          |                  |                  |                  |                  |                  |                  |
| 2000-01          | クロアチア・ザグレブ/ ディナモ・ザグレブ |                  | 1.HNL            | 28               | 3                          |                  |                  |                  |                  |                  |                  |
| 2001-02          | クロアチア・ザグレブ/ ディナモ・ザグレブ |                  | 1.HNL            | 25               | 3                          |                  |                  |                  |                  |                  |                  |
| 2002-03          | クロアチア・ザグレブ/ ディナモ・ザグレブ |                  | 1.HNL            | 28               | 3                          |                  |                  |                  |                  |                  |                  |
| 2003-04          | クロアチア・ザグレブ/ ディナモ・ザグレブ |                  | 1.HNL            | 17               | 1                          |                  |                  |                  |                  |                  |                  |
| ドイツ           | ドイツ                                   | ドイツ           | ドイツ           | リーグ戦         | リーグ戦                   | リーグ杯         | リーグ杯         | DFBポカール      | DFBポカール      | 期間通算         | 期間通算         |
| 2004-05          | カイザースラウテルン                     | 14               | ブンデス         | 6                | 0                          | -                | -                | 2                | 0                | 8                | 0                |
| 2005-06          | カイザースラウテルン                     | 14               | ブンデス         | 20               | 0                          | -                | -                | 1                | 0                | 21               | 0                |
| クロアチア       | クロアチア                               | クロアチア       | クロアチア       | リーグ戦         | リーグ戦                   | リーグ杯         | リーグ杯         | オープン杯       | オープン杯       | 期間通算         | 期間通算         |
| 2006-07          | リエカ                                   |                  | 1.HNL            | 14               | 0                          |                  |                  |                  |                  |                  |                  |
| 2006-07          | ディナモ・ザグレブ                       | 14               | 1.HNL            | 10               | 3                          |                  |                  |                  |                  |                  |                  |
| 2007-08          | ディナモ・ザグレブ                       | 14               | 1.HNL            | 21               | 1                          |                  |                  |                  |                  |                  |                  |
| 2008-09          | ディナモ・ザグレブ                       | 14               | 1.HNL            | 15               | 0                          |                  |                  |                  |                  |                  |                  |
| 日本             | 日本                                     | 日本             | 日本             | リーグ戦         | リーグ戦                   | リーグ杯         | リーグ杯         | 天皇杯           | 天皇杯           | 期間通算         | 期間通算         |
| 2009             | 広島                                     | 14               | J1               | 25               | 0                          | 5                | 0                | 0                | 0                | 30               | 0                |
| 2010             | 広島                                     | 14               | J1               | 16               | 1                          | 4                | 0                | 2                | 1                | 22               | 2                |
| 2011             | 広島                                     | 14               | J1               | 31               | 2                          | 1                | 0                | 1                | 0                | 33               | 2                |
| 2012             | 広島                                     | 14               | J1               | 28               | 0                          | 1                | 0                | 0                | 0                | 29               | 0                |
| 2013             | 広島                                     | 14               | J1               | 29               | 2                          | 2                | 0                | 4                | 0                | 35               | 2                |
| 2014             | 広島                                     | 14               | J1               | 20               | 0                          | 2                | 0                | 1                | 0                | 23               | 0                |
| 2015             | 広島                                     | 14               | J1               | 31               | 1                          | 1                | 0                | 2                | 0                | 34               | 1                |
| 2016             | 広島                                     | 14               | J1               | 27               | 1                          | 1                | 0                | 1                | 0                | 29               | 1                |
| 2017             | 広島                                     | 14               | J1               | 14               | 1                          | 1                | 0                | 0                | 0                | 15               | 1                |
| 2018             | 湘南                                     | 41               | J1               | 6                | 0                          | 0                | 0                | 0                | 0                | 6                | 0                |
| 通算             | クロアチア                               | クロアチア       | 1部              | 229              | 35\|\|\|\|\|\|\|\|\|\|\|\| |                  |                  |                  |                  |                  |                  |
| 通算             | ドイツ                                   | ドイツ           | 1部              | 26               | 0                          | -                | -                | 3                | 0                | 29               | 0                |
| 通算             | 日本                                     | 日本             | J1               | 227              | 8                          | 18               | 0                | 11               | 1                | 256              | 9                |
| 総通算           | 総通算                                   | 総通算           | 総通算           | 482              | 43\|\|\|\|\|\|\|\|\|\|\|\| |                  |                  |                  |                  |                  |                  |

その他の公式戦
- 2014年
  - XEROX SUPER CUP 1試合0得点
- 2015年
  - Jリーグチャンピオンシップ 2試合0得点
- 2016年
  - XEROX SUPER CUP 1試合0得点

| 国際大会個人成績 | 国際大会個人成績                         | 国際大会個人成績 | 国際大会個人成績 | 国際大会個人成績 | 国際大会個人成績 | 国際大会個人成績 | 国際大会個人成績 | 国際大会個人成績 | FIFA      | FIFA      |
| 年度             | クラブ                                   | 背番号           | 出場             | 得点             | 出場             | 得点             | 出場             | 得点             | 出場      | 得点      |
| UEFA             | UEFA                                     | UEFA             | UEFA EL          | UEFA EL          | CL予選           | CL予選           | UEFA CL          | UEFA CL          | クラブW杯 | クラブW杯 |
| ---------------- | ---------------------------------------- | ---------------- | ---------------- | ---------------- | ---------------- | ---------------- | ---------------- | ---------------- | --------- | --------- |
| 1998-99          | クロアチア・ザグレブ/ ディナモ・ザグレブ |                  |                  |                  |                  |                  | 3                | 1                | -         | -         |
| 1999-00          | クロアチア・ザグレブ/ ディナモ・ザグレブ |                  |                  |                  |                  |                  | 5                | 1                | -         | -         |
| 2003-04          | クロアチア・ザグレブ/ ディナモ・ザグレブ |                  |                  |                  | 2                | 0                |                  |                  | -         | -         |
| 2007-08          | クロアチア・ザグレブ/ ディナモ・ザグレブ |                  | 1                | 0                | 3                | 0                |                  |                  | -         | -         |
| 2008-09          | クロアチア・ザグレブ/ ディナモ・ザグレブ |                  | 6                | 0                | 6                | 0                |                  |                  | -         | -         |
| AFC              | AFC                                      | AFC              | ACL              | ACL              | -                | -                | -                | -                | クラブW杯 | クラブW杯 |
| 2010             | 広島                                     | 14               | 0                | 0                | -                | -                | -                | -                | -         | -         |
| 2012             | 広島                                     | 14               | -                | -                | -                | -                | -                | -                | 2         | 0         |
| 2013             | 広島                                     | 14               | 2                | 0                | -                | -                | -                | -                | -         | -         |
| 2014             | 広島                                     | 14               | 4                | 0                | -                | -                | -                | -                | -         | -         |
| 2015             | 広島                                     | 14               | -                | -                | -                | -                | -                | -                | 3         | 0         |
| 2016             | 広島                                     | 14               | 1                | 0                | -                | -                | -                | -                | -         | -         |
| 通算             | UEFA                                     | UEFA             | 7                | 0                | 11               | 0                | 8                | 2                | 0         | 0         |
| 通算             | AFC                                      | AFC              | 7                | 0                | -                | -                | -                | -                | 5         | 0         |

## タイトル

### クラブ
ディナモ・ザグレブ
- プルヴァHNL：6回（1997-98、1998-99、1999-00、2002-03、2006-07、2007-08）
- クロアチアカップ：5回（1998年、2001年、2002年、2007年、2008年）
- クロアチアスーパーカップ：2回（2002年、2003年）

サンフレッチェ広島
- Jリーグ ディビジョン1：3回（2012年、2013年、2015年）
- ゼロックススーパーカップ：3回（2013年、2014年、2016年）

湘南ベルマーレ
- Jリーグカップ：1回（2018年）

## 代表歴
- U-19クロアチア代表
- U-20クロアチア代表
  - 1999年 - FIFAワールドユース
- U-21クロアチア代表
  - 2000年 - UEFA U-21欧州選手権